# Neosho (rivier)
De Neosho is een rivier in de Verenigde Staten. De rivier stroomt door het oosten van Kansas en het noordoosten van Oklahoma en is 740 kilometer lang. De Neosho is een zijrivier van de Arkansas, die op zijn beurt in de Mississippi uitmondt. Zijrivieren zijn de Cottonwood (rechts), de Spring en de Elk (beide links). Het gedeelte na de samenvloeiing met de Spring wordt ook wel Grand River genoemd.